# 4"/40 QF Mk IV, XII, XXII
4"/40 QF Mk IV е британско 102 mm леко скорострелно корабно оръдие, което е представено през 1911 г., в качеството на усъвършенстван вариант на 4"/40 BL Mk VIII оръдие и става основно въоръжение за голяма част Кралския флот през Първата световна война.

## Вариант Mk IV
Корабното оръдие 4"/40 QF Mk IV е на въоръжение на много от британските разрушители и някои крайцери в Първата световна война. По време на Втората световна война това оръдие се използва за въоръжение на снабдителните и спомагателните съдове.
Списък на бойните кораби, на които се използва 4"/40 QF Mk IV:
- Крайцери скаути тип „Форуърд“ след превъоръжение през 1911 г.
- Крайцери скаути тип „Сентинел“ след превъоръжение през 1911 – 1912 г.
- Крайцери скаути тип „Патфайндър“ след превъоръжение през 1911 – 1912 г.
- Крайцери скаути тип „Адвенчър“ след превъоръжение през 1911 – 1912 г.
- Разрушителите от типа „Акаста“ през 1911 г.
- Разрушителите от типа „Лафорей“ през 1913 г.
- Разрушителите от типа „Яроу“ през 1912 – 1915 г.
- Адмиралтейски разрушители тип „М“ през 1913 г.
- Разрушителите от типа „Мастиф“ през 1913 – 1915 г.
- Разрушителите от типа „Менсфилд“ през 1914 г.
- Разрушителите от типа „Талисман“ през 1914 г.
- Разрушителите от типа „Медея“ през 1914 г.
- Лидери на ескадрени миноносци от типа „Фолкнор“ през 1914 г.
- Лидери на ескадрени миноносци от типа „Марксмен“ през 1914 г.
- Лидери на ескадрени миноносци от типа „Паркър“ през 1915 г.
- Късните разрушители от типа „Яроу“ през 1915 г.
- Разрушителите от типа „R“ през 1916 г.
- Разрушителите от типа „S“ през 1917 г.
- Тралчици от типа „Фанди“ през 1938 г.

## Варианти Mk XII и Mk XXII
Вариантът Mk XII е разработен за въоръжение на подводниците през 1918 г., а Mk XXII се появяват по време на Втората световна война. От края на 1944 г. тези оръдия се снаряжават с по-тежки 35 фунтови снаряди. Скоро след края на бойните действия Mk XXII е заменено от по-съвършените и по-леки Mk XXIII.
Списък на подводниците, на които е използвано 4"/40 QF Mk XII и Mk XXII:
- Подводници тип „L“
- Подводници тип „Один“
- Подводници тип „Партиан“
- Подводници тип „Темза“
- Подводници тип „Грампус“
- Подводници тип „Т“
- Подводници тип „S“
- Част от подводниците тип „Амфитон“

## Запазени екземпляри
Оръдието на разрушителя „Ланс“, от което е произведен първият изстрел на Британия в Първата световна война е изложено днес в Имперския военен музей в Лондон.